# Brunetto Calamai
Brunetto Calamai (Prato, 5 aprile 1863 – Prato, 11 febbraio 1936) è stato un imprenditore italiano.

## Biografia
Nato a Prato da Giosuè e da Luisa Bini, faceva parte di una delle dinastie imprenditoriali più prolifiche di Prato, con i fratelli Michelangelo, Pergentino, Coriolano e Isolina. Cominciò a lavorare fin da giovanissimo nell'industria laniera. Interrotti gli studi a tredici anni per motivi di salute, nel 1878, appena quindicenne, iniziò l'attività industriale con la lavorazione delle "lane meccaniche", introdotta nell'industria pratese fra il 1850-51 e divenuta in breve tempo una produzione caratteristica della zona soprattutto della Val di Bisenzio, affiancandosi ai preesistenti mulini e in genere nei luoghi dove c'era disponibilità di acqua. Per svolgere questa attività, usò un piccolo stabilimento, "La Polveriera" preso in affitto dai Conti Bardi, in località San Quirico di Vernio. 

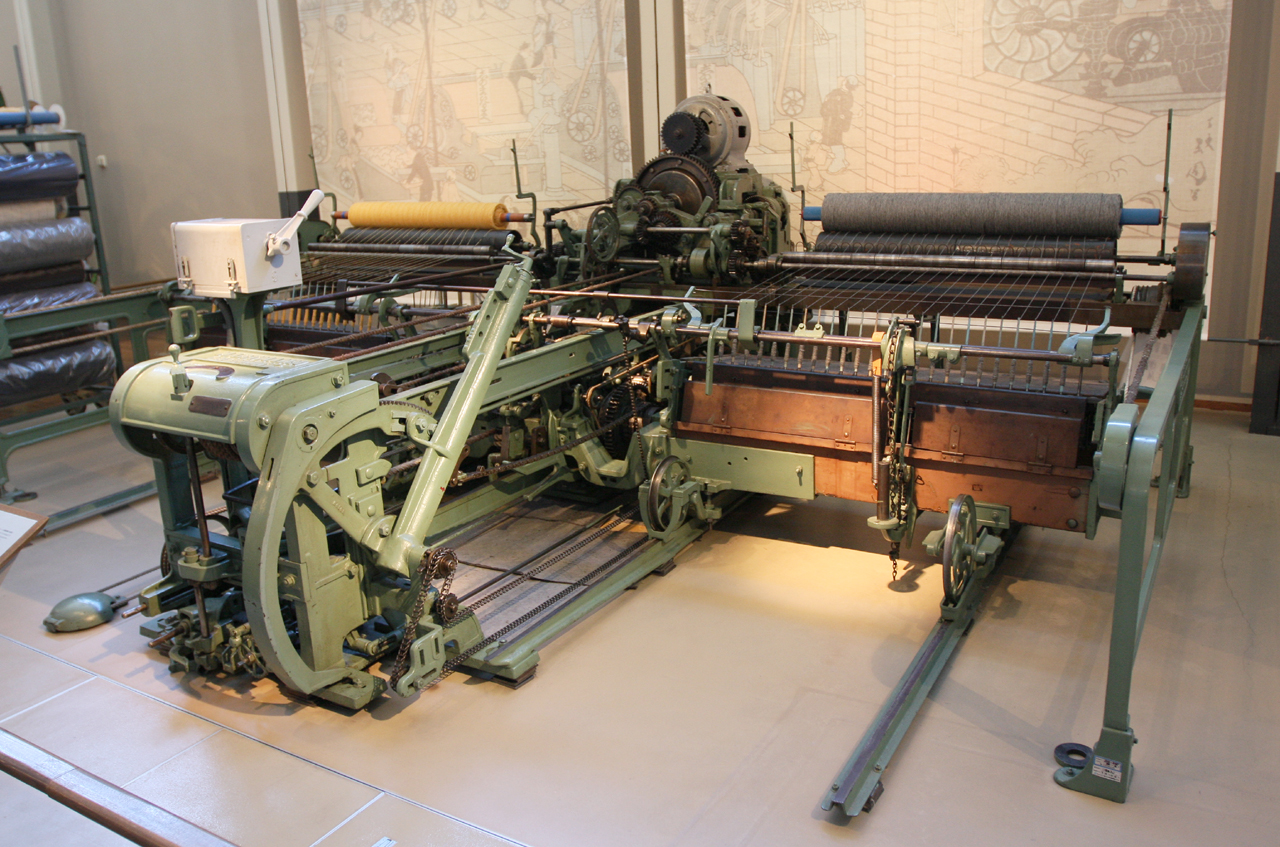
Un esempio di filatoio self-acting, modello Hartmann del 1925

Nel 1884, ventunenne, decise di spostare la lavorazione a Prato, presso l'edificio detto de "Le Vedove": anche stavolta si innestò su un preesistente mulino, trasformandolo in lanificio e dove venne installata anche una piccola filatura per la lana greggia che permise di raggiungere la realizzazione dell'intero ciclo produttivo, arrivando ad occupare 50 operai.
Negli anni successivi, Calamai compì un altro passo nell'ampliamento della sua impresa. Nel 1891 acquistò un vecchio mulino già adibito alla lavorazione della canapa e del lino (chiamato per questo "Il Maceratorio") con un impianto di circa 2.000 metri quadri e lo trasformò in lanificio ampliandone le strutture e giungendo ad impiegare 150 operai. Nello stesso anno importava ed installava nello stabilimento il self-acting, il primo filatoio interamente automatico azionato con l'energia prodotta dall'acqua della vicina gora impiegato dall'industria laniera di Prato.

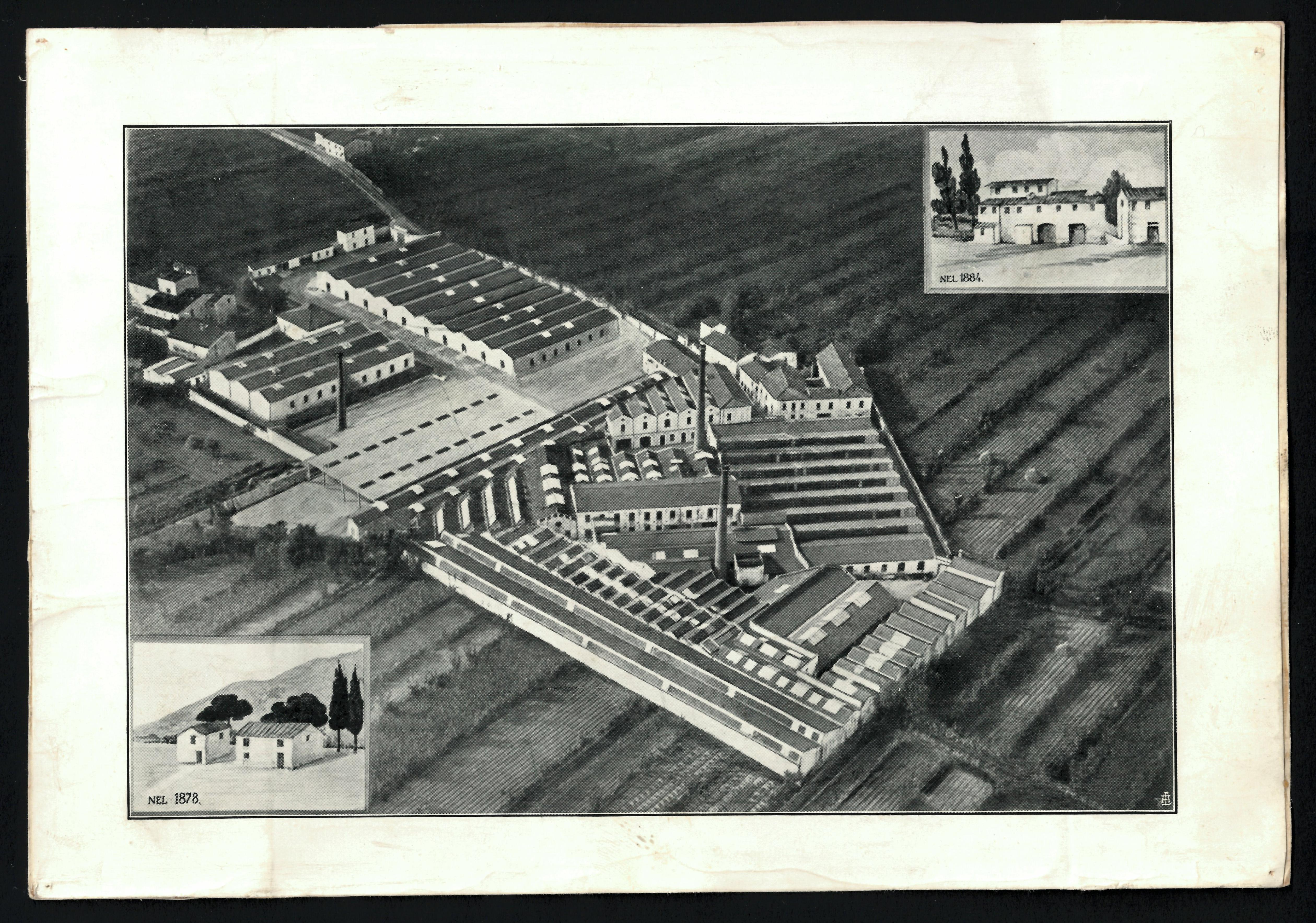
Lanificio Società Anonima Calamai

Il ciclo completo di lavorazione di tutti i tessuti, comprendente carbonizzazione e sfilacciatura, cardatura, filatura, tessitura, follatura, tintura e rifinizione, venne raggiunto fra il 1905 ed il 1922 con un costante ammodernamento degli impianti e delle strutture produttive ed il progressivo aumento di manodopera, che raggiunse le 500 unità con la fabbrica che fu ingrandita sino a 28.000 metri quadri. Nel 1922 la ditta, che aveva fino ad allora portato il nome del suo fondatore, veniva trasformata in "Società Anonima Lanificio Calamai", di cui Calamai fu presidente fino alla morte. Entrarono nella società anche il figlio Corradino, che ne divenne l'amministratore delegato e il genero Cino Cipriani che divenne vice-presidente.
Sempre nel 1922 fu ulteriormente ampliata la fabbrica, per la necessità di costruire una nuova tintoria e un magazzino. Fu privilegiato il cemento armato e Calamai si rivolse per questo al giovane ingegnere Pier Luigi Nervi, dimostrando di essere, oltre ad un precoce imprenditore, anche un attento innovatore.
Morì a Prato l'11 febbraio 1936.

## Figura pubblica
Ricoprì numerose cariche tra cui per circa trenta anni quella di consigliere della Camera di commercio, e quella di rappresentante del Consiglio provinciale fascista dell'economia. Fu consigliere ed assessore del comune di Prato, consigliere della Cassa di Risparmio, del Monte di Pietà e della Regia Scuola Pacinotti di Pistoia.
Convinto che i metodi di produzione dell'industria laniera di Prato dovessero essere protetti con criteri e sistemi più specifici di quelli adottati dall'Associazione dell'industria laniera italiana, nel 1897 fondò insieme ad altri industriali del ramo, quali Raimondo Targetti, Alceste Cangioli, Alfredo Forti e Ciro Cavaciocchi, l'Associazione dell'arte della lana di Prato. L'anno successivo contribuì ad aprire una Scuola pratica di commercio (che dopo la sua morte assunse il suo nome).
Si interessò ai problemi sociali e dell'istruzione popolare, istituendo nel suo lanificio una scuola per l'istruzione elementare degli operai e dei loro figli. Sostenne la funzione primaria dell'istruzione tecnica, occupandosi del locale istituto tecnico e dell'istituto commerciale Nicastro. Fu inoltre per circa quaranta anni consigliere dell'istituto industriale Tullio Buzzi.
Nel 1907 si fece promotore di una società cooperativa, chiamata "La Previdenza", per la costruzione di case per gli impiegati e gli operai del suo stabilimento e fondò una società di mutuo soccorso e di assistenza civile per gli operai. Creò nella sua fabbrica il primo gruppo aziendale dopolavoristico pratese.
Uscito durante il primo conflitto mondiale Dall'Unione Industriali Pratese, trattò personalmente con il Ministero della Guerra per ottenere il provvedimento di "ausiliarietà", che esonerava i suoi operai dal servizio militare.
Fu Cavaliere del lavoro fin dal 1910. Nel 1923 ebbe la tessera ad honorem del partito fascista.